# سیاست‌های فرهنگی

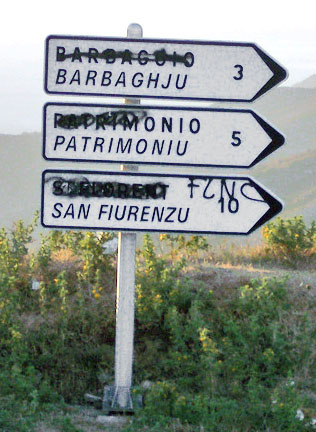
نام مکان ها به زبان کُرسی در تابلوهای جاده ای

سیاست‌های فرهنگی (انگلیسی: Cultural policy) به اقدامات دولتی، سیاست‌گذاری و اجرای برنامه‌هایی اطلاق می‌شود، که از فعالیت‌های هنری و بخش‌های خلاق نظیر نقاشی، مجسمه‌سازی، موسیقی، رقص، ادبیات و فیلم‌سازی، حمایت می‌نماید. این حمایت‌های دولتی اغلب از طریق کمک‌های مالی و تشویقی در حوزه‌های زبان و میراث فرهنگی انجام می‌گیرد. ایده سیاست فرهنگی نخستین بار در سال ۱۹۶۰ در یونسکو مطرح شد و توسعه یافت.